# Улица Урицкого (Самара)
Улица Ури́цкого — улица в Железнодорожном районе города Самары. Начинается от улицы Спортивной, пересекает Красноармейскую, с двух сторон огибает Крымскую площадь, пересекает улицу Пензенскую и заканчивается улицей Владимирской. Имеет относительную протяжённость 1,5 км.
К улице Урицкого премыкает улица Григория Аксакова (между улицами Спортивная и Красноармейская), к которая премыкает улица Мало-Урицкая (идёт параллельно улице Урицкого, протяжённостью 300 метров).

## История
Улица под прежним названием Ново-Александровская принадлежала к территории Мещанского посёлка. 15 июля 1925 года была переименована в честь советского революционера Моисея Соломоновича Урицкого.
Первые дома по этой улице появились уже в 1930-е годы. Но основная застройка жилыми домами пришлась на 1950—1960-е года.
В октябре 1936 года по указанию Наркомата путей сообщения была открыта школа № 137. А в 1939 году по адресу Урицкого,1б была построена мужская школа № 42. Во время Великой Отечественной войны здание стало госпиталем для раненых солдат и офицеров. И только после войны была открыта общеобразовательная школа.

## Прочее
- Протяжённость улицы с юга на север составляет 0,381 километра, с запада на восток — 1,419 км.
- 13 июля 2015 года в честь аннексии Крыма Россией площадь Урицкого была переименована в Крымскую площадь, и стала новой достопримечательностью Самары[8][9].

## Здания и сооружения
На пересечении улиц Урицкого и Спортивной находится Детский парк культуры и отдыха имени Щорса.
- № 1 Б — средняя общеобразовательная школа № 42
- № 3 — средняя общеобразовательная школа № 137
- № 5 — Куйбышевский территориальный центр фирменного транспортного обслуживания
- № 14 — Комплексный центр социального обслуживания населения Самарского округа, Государственное казённое учреждение Самарской области (Железнодорожное подразделение)
- № 17 — Управление Федеральной службы судебных приставов по Самарской области; Отдел судебных приставов Самарского района г. Самары; Межрайонный отдел судебных приставов по особым исполнительным производствам и розыску
- № 19 — бизнес-центр «Деловой мир»
- № 21 — Администрация Железнодорожного района
- № 26 — Управление социальной поддержки и защиты населения Железнодорожного района
- № 29 — Куйбышевская дирекция здравоохранения[уточнить]

## Транспорт
- Автобус: 13, 53, 56;
- Трамвай: 1, 4, 16;
- Маршрутное такси: 105, 109д, 114, 118, 127, 128, 140, 226, 366, 480.

2 августа 1927 года было открыто движение по новой трамвайной линии и пущен трамвай по маршруту № 6, проходящий по улице Урицкого, и площади прилежащей к ней. Но в ноябре 1932 года эта линия была разобрана. В 1937 году ветка была вновь восстановлена и было построено разворотное кольцо вдоль площади. В связи с сильным износом путей в 1943 году трамваи № 4 и № 6, следовавшие по Урицкого, были отменены. Только в ноябре 1949 года было восстановлено движение трамвая по маршруту № 4 (действует до сих пор), а в 1956 году — по маршруту № 6 (в настоящее время не существует).